# Chorizopes wulingensis
Chorizopes wulingensis är en spindelart som beskrevs av Yin, Wang och Xie 1994. Chorizopes wulingensis ingår i släktet Chorizopes och familjen hjulspindlar. Inga underarter finns listade i Catalogue of Life.